# Conilurus penicillatus
Conilurus penicillatus is een knaagdier uit het geslacht Conilurus dat voorkomt in Australië en Nieuw-Guinea. Zijn verspreidingsgebied in Australië beslaat de noordelijke Kimberley (West-Australië) en het noordwesten van Top End (Noordelijk Territorium). Ook leeft hij op Melville en Bathurst Island (ondersoort melibius), het Groote Eylandt, de Sir Edward Pellew Group en Bentinck Island. Vroeger was de verspreiding op het vasteland ononderbroken en kwam hij verder in het westen voor, tot in Queensland, maar daar is hij nu uitgestorven. Uit Nieuw-Guinea zijn slechts twee exemplaren bekend, die zijn gevangen in de regio Morehead in het zuiden van Papoea-Nieuw-Guinea. Zijn habitat bestaat uit allerlei natte gebieden.
In het Christmas Creek-gebied, bij Townsville in Noord-Queensland, zijn niet al te oude botten van een vorm van Conilurus, ongeveer zo groot als C. penicillatus, gevonden. Morfologisch verschillen die echter sterk van C. penicillatus. Mogelijk kan de naam hemileucurus (Gould, 1858) voor deze soort gebruikt worden.
De rug is bruin, de onderkant wit. De staart is lang, dun en donker, met een lange zwarte pluim (de helft van de lengte), bestaande uit lange zwarte of witte haren. Net als C. albipes heeft hij een breed hoofd en een korte bek. Ook heeft dit dier grote ogen en lange, onbehaarde oren. De kop-romplengte bedraagt 150 tot 220 mm, de staartlengte 180 tot 230 mm, de achtervoetlengte 40 tot 45 mm, de oorlengte 25 tot 30 mm en het gewicht 110 tot 190 gram. Vrouwtjes hebben 0+2=4 mammae.
De soort is 's nachts actief. Hij brengt een deel van zijn tijd in bomen door en slaapt in een nest in een holle boom of in dichte vegetatie. Hij foerageert zowel op de grond als in bomen. Hij eet grassen, kruiden en zaden. De dieren paren aan het einde van het natte en het begin van het droge seizoen (maart-oktober).